# Scytodes sordida
Scytodes sordida är en spindelart som beskrevs av Sarah Creecie Dyal 1935. Scytodes sordida ingår i släktet Scytodes och familjen spottspindlar.
Artens utbredningsområde är Pakistan. Inga underarter finns listade i Catalogue of Life.